# ひかりの剣
『ひかりの剣』（ひかりのけん）は海堂尊の長編小説。

## 概要
1988年を舞台に、『ジェネラル・ルージュの凱旋』の主要人物・速水晃一と、『ジーン・ワルツ』の主要人物・清川吾郎を主人公に据え、医学部剣道大会「医鷲旗大会」に青春を懸けた医学生たちの姿を描いた青春小説。
『オール讀物』（文藝春秋）2007年8月号から2008年8月号まで連載され、2008年8月11日に同社より単行本が刊行された。2010年8月4日に全日本剣道連盟顧問の國松孝次による巻末解説を加え文春文庫版が刊行された。
2024年7月12日に文春文庫版を加筆修正の上、『ひかりの剣1988』（ひかりのけんイチキュウハチハチ）に改題し講談社より講談社文庫版が刊行された。

## 制作背景
本作は学生時代に剣道を経験している著者の体験に基づいて描かれており、作中に登場する「医鷲旗大会」は東日本医科学生総合体育大会の剣道部門がモデルとなっている。
当初、海堂は速水晃一の剣道生活を描くつもりだったが、速水だけでは真面目すぎて物語が進まず、清川吾郎を投入すると途端に物語が滑らかに動き始めた。
本作は同じ時系列で進行している海堂の別作品『ブラックペアン1988』とシンクロする部分があり、同作品の主要人物である世良雅志や渡海征司郎なども登場する。
執筆時のBGMは、BOØWY「わがままジュリエット」、BOØWY「CLOUDY HEART」。

## ストーリー
年に1回、夏に大学医学部の剣道部員達の間で行われる「医鷲旗大会」。その大会では手にしたら外科の世界で大成すると言われている「医鷲旗」を巡り、医学生が鎬を削りあっていた。そんな大会を前に、二人の医学生・速水晃一と清川吾郎の物語は始まる。 
「東城大の猛虎」と称される東城大学医学部剣道部主将の速水晃一は授業をよくサボるが部活には熱心に取り組み、前年に取り損ねた「医鷲旗」奪取に向けて部員達を引っ張り稽古に励んでいた。一方、「帝華大の臥龍」と称される帝華大学医学部剣道部員・清川吾郎は、剣道の才能を持て余し部活をサボる日々を送っていたが、顧問の高階との手合わせをきっかけに前年の大会で自分を負かした速水を倒すため打倒東城大学を目指していく。
やがて責任感という鎖に縛られていた速水と、才能という呪いにかかった清川がそれぞれの転機を迎えたとき、速水と清川の両雄が医鷲旗大会で雌雄を決しようとしていた。

## 登場人物
速水晃一
東城大学医学部剣道部主将。20年後は「ジェネラル・ルージュ」の異名を持つ救命救急医。「東城大の猛虎」と称されている。外科系の成績以外は低く授業態度も良くないが、剣道の魅力にはまり意欲的に取り組んでいる。手にした者は外科の世界で大成するといわれている「医鷲旗」奪取に強い意欲をみせている。
清川吾郎
帝華大学医学部剣道部主将。20年後の帝華大学医学部産婦人科学教室准教授。「帝華大の臥龍」と称されている自他共に認める剣道の才能の持ち主だが、剣道部の活動には意欲的ではなく部活をよくサボっている。
高階権太
帝華大学医学部剣道部顧問。東城大学医学部付属病院への異動に伴い東城大学医学部剣道部顧問となる。剣道や外科の世界でも「阿修羅」の異名を持つ。10年前にたった一言の檄で帝華大学を医鷲旗大会優勝へ導いたという伝説の持ち主で、速水と清川の才能に気づき、この2人の運命を左右する形で導いていく。

### 東城大学医学部剣道部
清川志郎
清川吾郎の弟。帝華大学へ入学できるほどの学力ではなかったため、東城大学へ入学した。剣道の腕は確かで勇猛果敢な連打を得意とする。兄に対して反感と対抗意識を抱いている。
前園
東城大学医学部6年生。前年の第36回医鷲旗大会で優勝を逃したのが心残りで、医師国家試験に突入する時期の中で剣道部に残っている。
小谷
東城大学医学部3年生、東城大学医学部剣道部副主将。
鈴木
東城大学医学部2年生、東城大学医学部剣道部員。実力はそれ程無いが、他の部員をしのぐほどの勉強家。河合や清川との実力差が離れて以降はマネージャーを務める。
河井
東城大学医学部2年生、東城大学医学部剣道部員。高校時代に陸上のインターハイに出場経験がある程の運動神経の持ち主。
長村
東城大学医学部1年生、東城大学医学部剣道部員。中学で3年間剣道を経験しているが、戦力として期待される存在。
花村大樹
志郎と長村進級後に入部した1年生で東城大学医学部剣道部員。中学と高校で剣道部レギュラーを務めた実績を持ち、剣道2段を取得している。鼻っ柱が強く、ある理由で剣道部の稽古から離れた速水に反抗的な態度を取る。
高田信夫
志郎と長村進級後に入部した1年生で東城大学医学部剣道部員。中学に卓球をしており剣道は初心者。東城大学が主管校の第38回医鷲旗大会では鈴木と共に大会運営に関わる。

### 帝華大学医学部剣道部
朝比奈ひかり
帝華大学薬学部在籍。祖父から剣道を教え込まれたが、祖父の言いつけにより当初はマネージャーとして入部していた。剣道の腕は速水と清川の剣をかわすほどの実力を持ち、第37回医鷲旗大会で下段から繰り出す技に由来して「秒殺しのサブマリン」の異名を持つようになった。
塚本
帝華大学看護学校在籍、帝華大学医学部剣道部女責（女子部責任者）。清川の同級生で彼のことを知り尽くしており、清川にもはっきりと物を言う。
新保
帝華大学医学部剣道部主将。清川のサボり癖には眉を顰めるものの、清川の実力には目を掛けており次期主将としても認めていた。
坂部
帝華大学医学部剣道部員、清川の同期。

### 東城大・帝華大以外の医鷲旗大会出場校
水沢栄司
極北大学医学部剣道部主将。気障な態度が特徴。前年の第36回医鷲旗大会で前園を負かして医鷲旗を手にした。何を出すのかわからない多彩な攻撃を繰り出すことから「技のデパート」の通り名を持つ。
天童隆
崇徳館大学医学部剣道部主将。崇徳館大学の性質通り上段の構えによる初太刀で試合を決するという戦い方をする。

### その他
おジイ
朝比奈の祖父。自身も剣道の使い手で朝比奈以上の強さを持つ。朝比奈に敵う相手がいないと判断し朝比奈に剣道を禁止していた。
田口公平
『田口・白鳥シリーズ』の主人公。東城大学医学部医学生。麻雀と授業をサボることに精を出している。
島津吾郎
20年後の放射線科准教授。東城大学医学部医学生、東城大学医学部柔道部。田口や速水ら3人の中では唯一人の優等生。
彦根新吾
田口・速水・島津の2年後輩で麻雀仲間。東城大学医学部合気道部に所属している。20年後の房総救命救急センター診断課及び病理医で「ひねくれ彦根」と呼ばれるようになる。
世良雅志
東城大学医学部付属病院総合外科の1年目の医師。
渡海征司郎
東城大学医学部付属病院総合外科の医局員。患者への配慮に欠けた告知の仕方が田口に反感を抱かせている。後に田口に「獅胆鷹目」という言葉を残す。

## 書誌情報
- 単行本：『ひかりの剣』、2008年8月11日発売[1]、文藝春秋、ISBN 978-4-16-327270-2
- 文庫本：『ひかりの剣』、2010年8月4日発売[11]、文春文庫、ISBN 978-4-16-779001-1
- 文庫本：【改題】『ひかりの剣1988』、2024年7月12日発売[12]、講談社文庫、ISBN 978-4-06-536360-7

初出：『オール讀物』2007年8月号、10月号、12月号、2008年2月号、4月号 - 8月号